# Nhà ga Bydgoszcz Główna
Bản mẫu:Infobox PKP station Bydgoszcz Główna  (tiếng Ba Lan gọi là Trạm chính Bydgoszcz, đôi khi còn được dịch là Nhà ga Bydgoszcz Trung ) là nhà ga xe lửa chính phục vụ thành phố Bydgoszcz, thành phố lớn nhất và là đồng thủ đô của Ba Lan Kuyavian- Voanodeship Pomeranian.

## Lịch sử
Nhà ga đầu tiên ở Bydgoszcz được thành lập vào năm 1851 trong quá trình xây dựng tuyến đường sắt phía đông Phổ từ Krzyz đến Königsberg. Vào ngày 25 tháng 7 năm 1851, nhà ga được khánh thành sau sự kiện khai trương chính thức tuyến đường sắt phía đông Krzyz - Bydgoszcz (145 km) bởi vua Phổ, William IV. Trước khi khai mạc, nhà ga đã được trang trí và một buổi biểu diễn được tổ chức trên quảng trường phía trước nó, trong đó một ban nhạc dân gian khu vực từ Kujawy, những người đã hát và biểu diễn bằng tiếng Ba Lan. Chuyến tàu chở khách đầu tiên dành cho khách du lịch bắt đầu khởi hành từ Bydgoszcz vào ngày 27 tháng 7 năm 1851. Năm 1853, các quan chức của Bộ phận Đường sắt phía Đông chuyển từ nhà ga đến các cơ sở được xây dựng có mục đích trên khu vực Chợ Mới.
Với sự phát triển và tăng trưởng của hệ thống đường sắt và giao thông, đã có một số nhu cầu nhằm mở rộng nhà ga. Một trong những lý do chính khiến cho việc mở rộng là cần thiết là cần phải đảm bảo đủ không gian để xây dựng một trụ sở cho Đường sắt phía đông đang phát triển ở Bydgoszcz, nơi đây sẽ quản lý việc xây dựng, vận hành và bảo trì giao thông đường sắt ở các tỉnh phía đông của Phổ (phía đông Berlin).
Nhà ga một lần nữa được xây dựng lại vào năm 1861 và 1870, sau này cung cấp cho nhà ga các cơ sở để đáp ứng sự gia tăng hành khách.
Năm 1888, nhà ga được liên kết với trung tâm thành phố bằng hệ thống xe ngực, ban đầu sử dụng lực kéo ngựa, và sau đó, từ năm 1896, sử dụng một hệ thống điện mới và chạy bằng tàu điện. Năm 1889, các quan chức của Tổng cục Đường sắt đã rời khỏi khuôn viên nhà ga và chuyển đến một tòa nhà mới được xây dựng trên Phố Dworcowa.
Năm 1910, sau một vụ cháy tại nhà ga, công việc bắt đầu lại trên một tòa nhà hoàn toàn mới. Nhà ga đã được hoàn thành vào năm 1915. Nhà ga mới được xây dựng đồ sộ với mái vòm và tháp vuông ở giữa là một chiếc đồng hồ lớn. Trên quảng trường phía trước nhà ga, bãi cỏ trang trí được giữ lại, để sử dụng cho người dân thành phố và du khách; sau đó được trồng lại vào năm 1926 dưới hình thức trang trí công phu hơn. Tòa nhà ga đường sắt đã sống sót trong toàn bộ thời kỳ giữa 2 cuộc chiến tranh với thiết kế đó, chỉ chịu thiệt hại một chút trong suốt Thế chiến II.
Việc xây dựng lại nhà ga cuối cùng được thực hiện vào năm 1968, tạo cho nó một hình thức hiện đại. Mái dốc của tòa nhà với tháp đồng hồ của nó đã được gỡ bỏ, và độ cao phía trước tráng men đã được xây dựng lại. Một tuyến tàu điện ngầm dành cho người đi bộ đã được xây dựng bên dưới đường Sigismund Augustus và bãi cỏ của nhà ga đã được gỡ bỏ để thành lập một khu vực đậu xe dành cho xe hơi và xe buýt.

Vào năm 2013, PKP đã chỉ định Ernst & Young (EY) và WS Atkins thực hiện một nghiên cứu khả thi cho việc hiện đại hóa nhà ga do EU hỗ trợ, dự kiến thực hiện vào năm 2013-2015. 

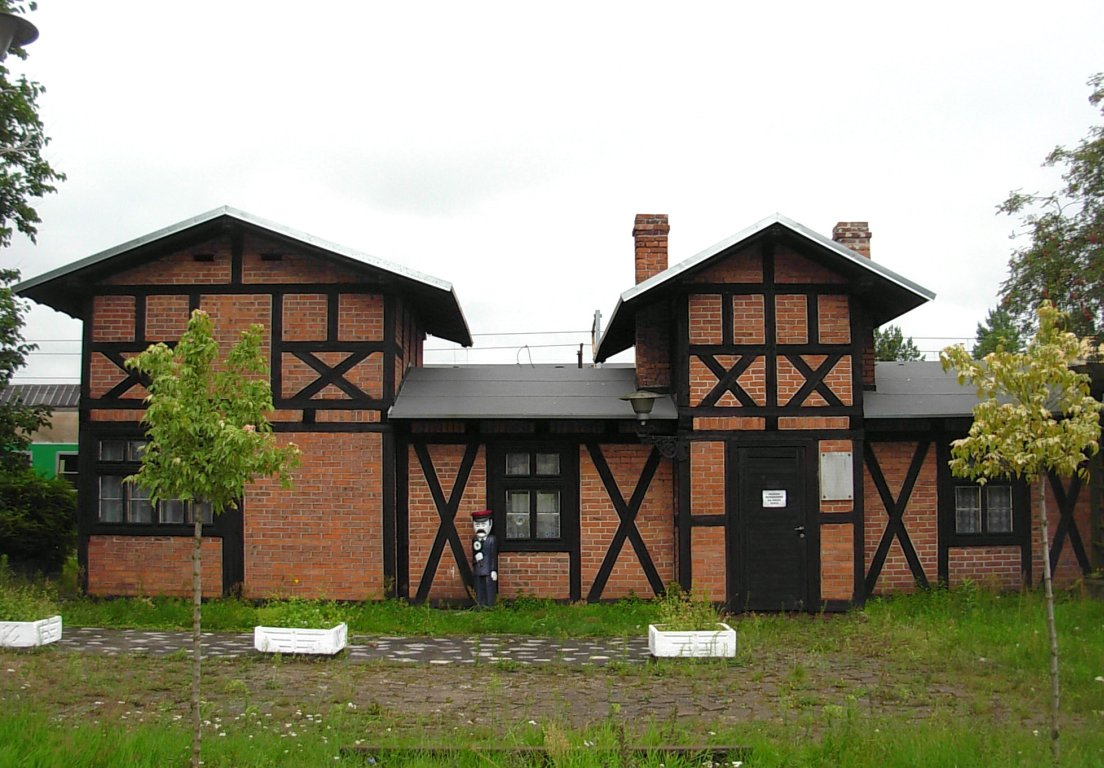
Xây dựng nhà ga đầu tiên (1849) gần đây đã được khôi phục
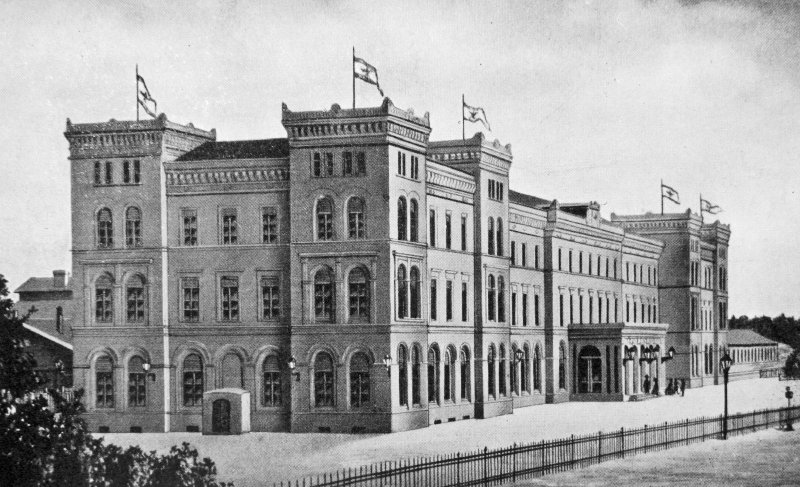
Thiết bị đầu cuối nội bộ khoảng năm 1861
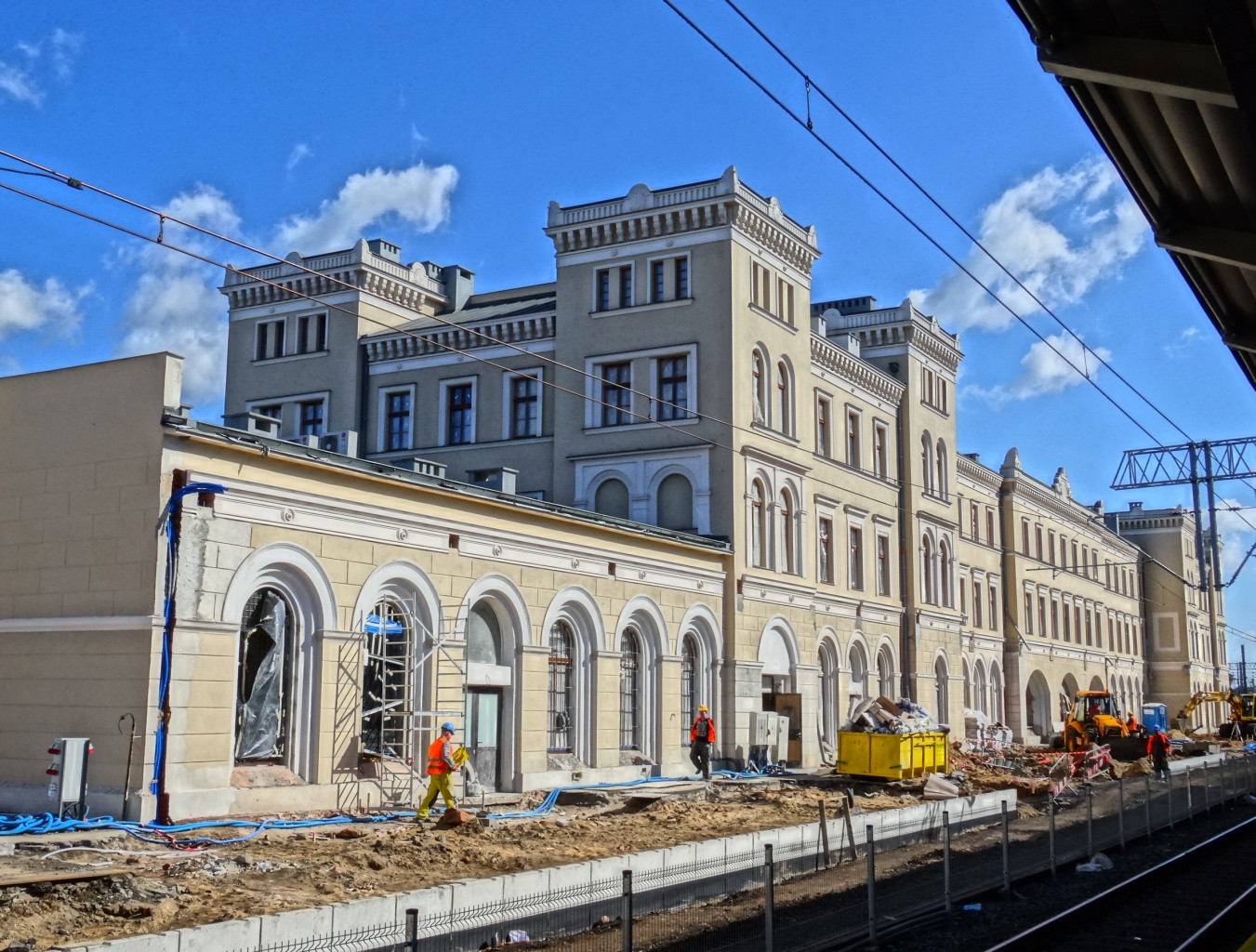
Tòa nhà hiện nay
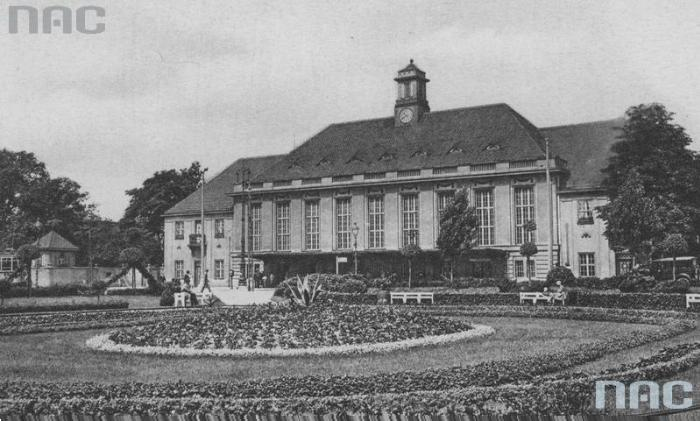
Tòa nhà ga chính sau khi tái thiết năm 1915
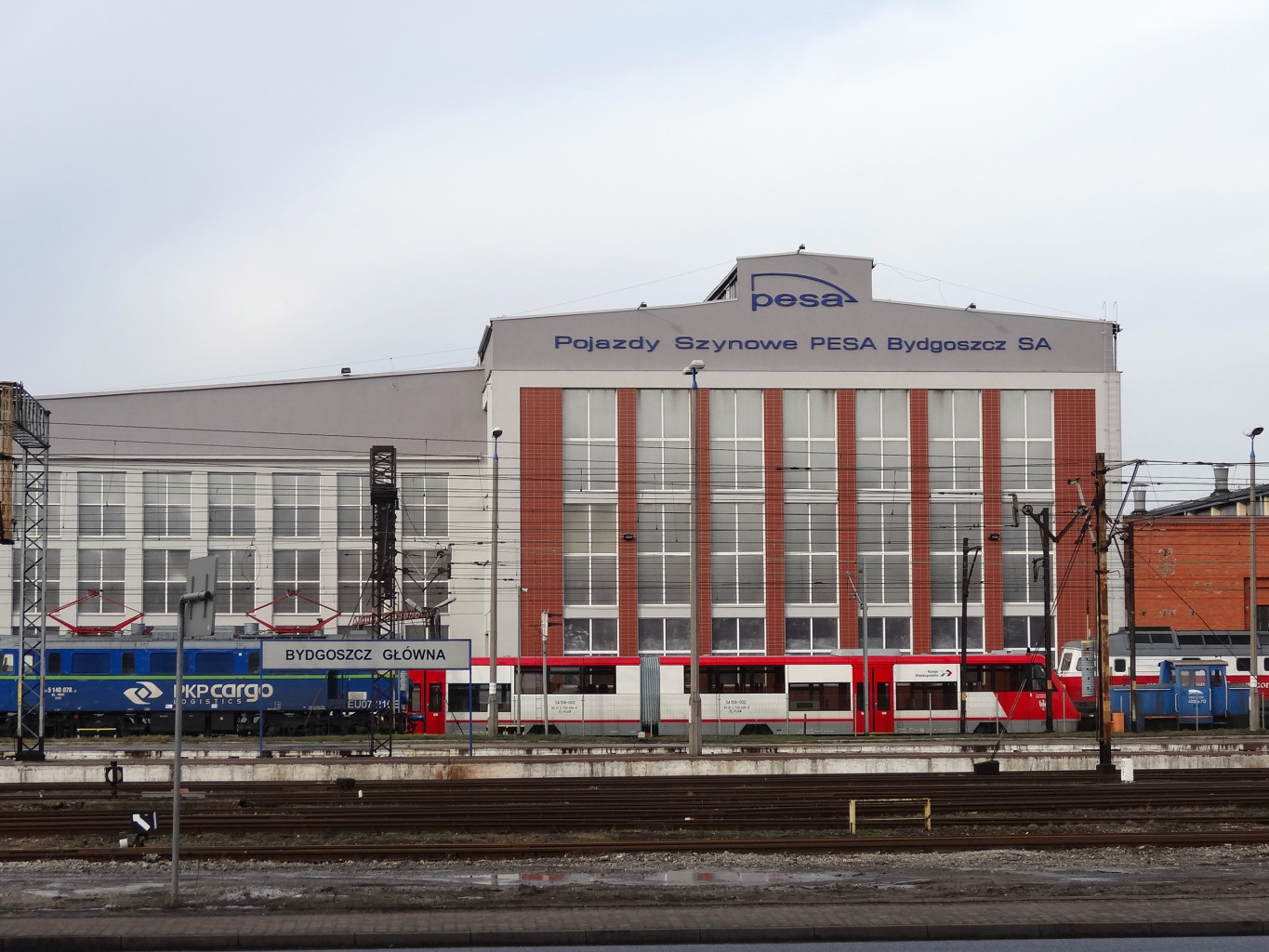
Tòa nhà Pesa SA (nhà sản xuất cổ phiếu lớn của Ba Lan)

## Dịch vụ xe lửa
Nhà ga được phục vụ bởi các dịch vụ sau:
- Dịch vụ EuroCity (EC) Gdynia - Gda - sk - Bydgoszcz - Poznan - Rzepin - Frankfurt (Oder) - Berlin
- Dịch vụ liên tỉnh Gdynia - Gda - sk - Bydgoszcz - Poznan - Wroclaw / Zielona Gora
- Dịch vụ liên tỉnh Bydgoszcz - Poznan - Konin - Kutno - Lodz - Krakow
- Dịch vụ liên tỉnh Gdynia - Gda - sk - Bydgoszcz - Torun - Kutno - Lowicz - Warsaw - Lublin - Rzeszow - Zagorz / Przemysl
- Dịch vụ liên tỉnh Gdynia - Gda - sk - Bydgoszcz - Torun - Kutno - Lodz - Czestochowa - Katowice - Bielsko-Biala
- Dịch vụ liên tỉnh Gdynia - Gda - sk - Bydgoszcz - Torun - Kutno - Lodz - Czestochowa - Krakow - Zakopane
- Dịch vụ liên tỉnh Kolobrzeg - Pila - Bydgoszcz - Torun - Kutno - Lowicz - Warsaw
- Dịch vụ liên tỉnh Szczecin - Pila - Bydgoszcz - Torun - Kutno - Lowicz - Warsaw - Lublin - Rzeszow - Przemysl
- Dịch vụ liên tỉnh Gorzow Wielkopolskie - Krzyz - Pila - Bydgoszcz - Torun - Kutno - Lowicz - Warsaw
- Dịch vụ liên tỉnh Szczecin - Stargard - Kalisz Pomorski - Pila - Bydgoszcz
- Dịch vụ trong khu vực (R) Gdynia - Sopot - Gdansk - Tczew - Laskowice - Bydgoszcz
- Dịch vụ khu vực (R) Bydgoszcz - Solec Kujawski - Torun
- Dịch vụ khu vực (R) Bydgoszcz - Solec Kujawski - Torun - Wloclawek - Kutno
- Dịch vụ khu vực (AR) Bydgoszcz - Chelmza - Grudziadz / Brodnica
- Dịch vụ khu vực (R) Poznan - Gniezno - Mogilno - Inowroclaw - Bydgoszcz
- Dịch vụ khu vực (R) Pila - Bydgoszcz
- Dịch vụ khu vực (AR) Chojnice - Wierzchuchin - Bydgoszsz

| \| Ga trước \| \| -------- \|                                                |  | PKP                             |  | Ga tiếp theo                                              |
| ---------------------------------------------------------------------------- |  | ------------------------------- |  | --------------------------------------------------------- |
| Tczewtoward Gdynia Główna                                                    |  | EuroCity                        |  | Inowrocławtoward Berlin Hbf                               |
| Laskowice Pomorskietowards Gdynia Główna                                     |  | PKP                             |  | Inowrocławtowards Wrocław Główny hoặc Zielona Góra        |
| Terminus                                                                     |  | PKPvia Poznań and Łódź          |  | Inowrocławtowards Kraków Główny                           |
| Laskowice Pomorskietowards Gdynia Główna                                     |  | PKPvia Toruń and Łódź           |  | Bydgoszcz Leśnatowards Bielsko-Biała Główna hoặc Zakopane |
| Nakło nad Noteciątowards Kolobrzeg, Szczecin Główny hoặc Gorzów Wielkopolski |  | PKPvia Piła and Toruń           |  | Bydgoszcz Leśnatowards Warszawa Wschodnia                 |
| Nakło nad Noteciątowards Szczecin Główny                                     |  | PKPvia Piła, Toruń and Warszawa |  | Bydgoszcz Leśnatowards Przemyśl Główny                    |
| Nakło nad Noteciątowards Szczecin Główny                                     |  | PKPvia Kalisz Pomorski and Piła |  | Terminus                                                  |
| Preceding station                                                            |  | Przewozy Regionalne             |  | Following station                                         |
| Rynkowo Wiadukttoward Gdynia Chylonia                                        |  | PR                              |  | Terminus                                                  |
| Terminus                                                                     |  | PR                              |  | Bydgoszcz Leśnatoward Toruń Wschodni                      |
| Terminus                                                                     |  | PR                              |  | Bydgoszcz Leśnatoward Kutno                               |
| Bydgoszcz Zachódtoward Piła Główna                                           |  | PR                              |  | Terminus                                                  |
| Trzciniectoward Poznań Główny                                                |  | PR                              |  | Terminus                                                  |
| Ga trước                                                                     |  | Arriva                          |  | Ga tiếp theo                                              |
| Rynkowo Wiadukttoward Chojnice                                               |  | Arriva                          |  | Terminus                                                  |
| Terminus                                                                     |  | Arriva                          |  | Bydgoszcz Leśnatoward Grudziądz                           |
| Terminus                                                                     |  | Arriva                          |  | Bydgoszcz Leśnatoward Brodnica                            |
| Ga trước                                                                     |  |                                 |  |                                                           |